# Жан Ален Бумсонг
Жан Ален Бумсонг (фр. Jean-Alain Boumsong; Дуала, 14. децембар 1979) је бивши француски фудбалер који је играо за француску репрезентацију.

## Каријера
Бумсонг је рођен у Дуали, а професионалну каријеру је започео у локалном француском клубу Авру. Након успешне сезоне и доброг играња, потписује за Осер, коју напушта 2004. године. Након неког времена уз помоћ свог менаџера, потписује уговор са шкотским клубом Глазгов Ренџерсом.
Након шест месеци прелази у Њукасл иако је потписао уговор са Осером на пет година. 22. августа 2006. прелази у Јувентус где остаје две сезоне.
Године 2008. прелази у Олимпик Лион са којим потписује троипогодишњи уговор.
Године 2010. прелази у Панатинаикос, где ради на побољшању својих перформанси. Године 2012. продужава уговор са истим клубом до 2014. године.

## Репрезентација
За репрезентацију Француске је дебитовао 2003. године. Заједно са „плавима” је стигао до финала Светског првенства.